# RusLine
La RusLine (in russo Авиакомпания «РУСЛАЙН»?) è una compagnia aerea russa con la base tecnica all'Aeroporto di Mosca-Vnukovo, lo hub principale all'aeroporto di Mosca-Domodedovo e con gli hub secondari agli aeroporti di Ekaterinburg-Kol'covo e di Volgograd.

## Strategia
La RusLine è una compagnia aerea russa che effettua voli di linea, voli charter e VIP con una flotta composta dagli aerei Tupolev Tu-134, Canadair CRJ-100 e Canadair CRJ-200. Dal 2003 la strategia della compagnia aerea include lo sviluppo della rete di voli di linea nazionali con gli aerei Canadair CRJ-100/-200, mentre precedentemente l'attività principale erano i voli charter e VIP.
Il 17 settembre 2007 è stato rilasciato alla RusLine S.p.a. il certificato EASA № 145.0392 che permette la manutenzione tecnica secondo la parte 145 delle regole dell'Unione europea e dell'EASA degli aerei con rating A1 col peso superiore a 5,700 kg: Canadair CRJ-100, Canadair CRJ-200.
Nel 2009 la compagnia aerea RusLine ha trasportato 94 000 passeggeri sui voli di linea domestici e sui voli charter.

## Flotta

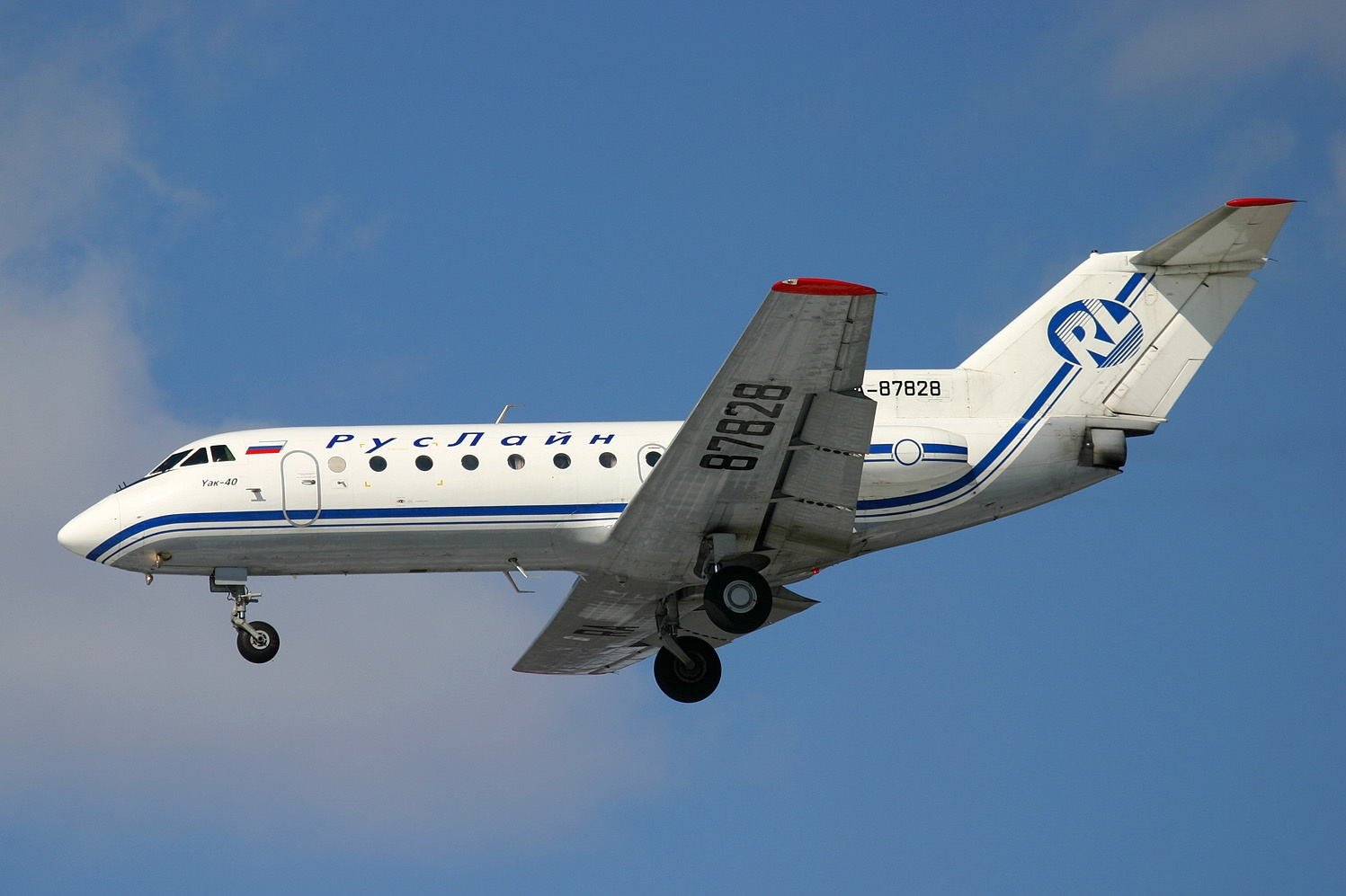
Yakovlev Yak-40 nella livrea storica della RusLine.

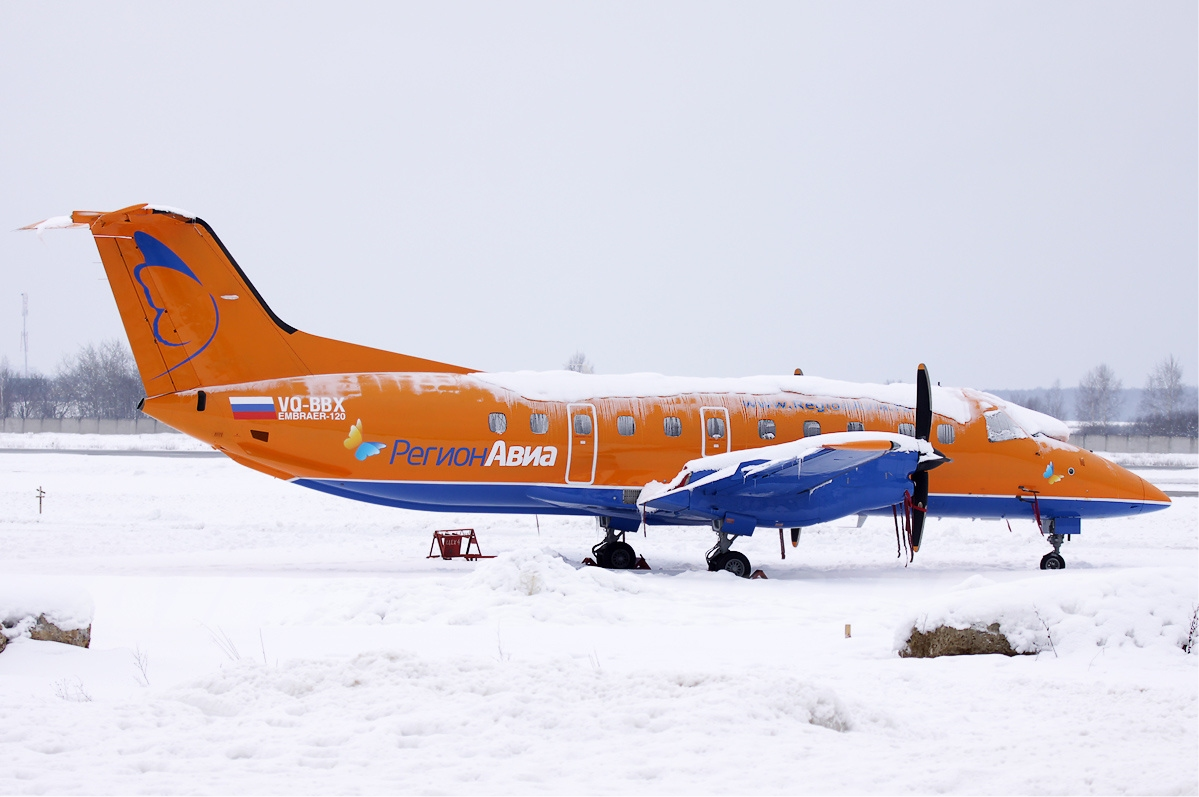
Embraer EMB 120 della RusLine nella livrea della Region-Avia.

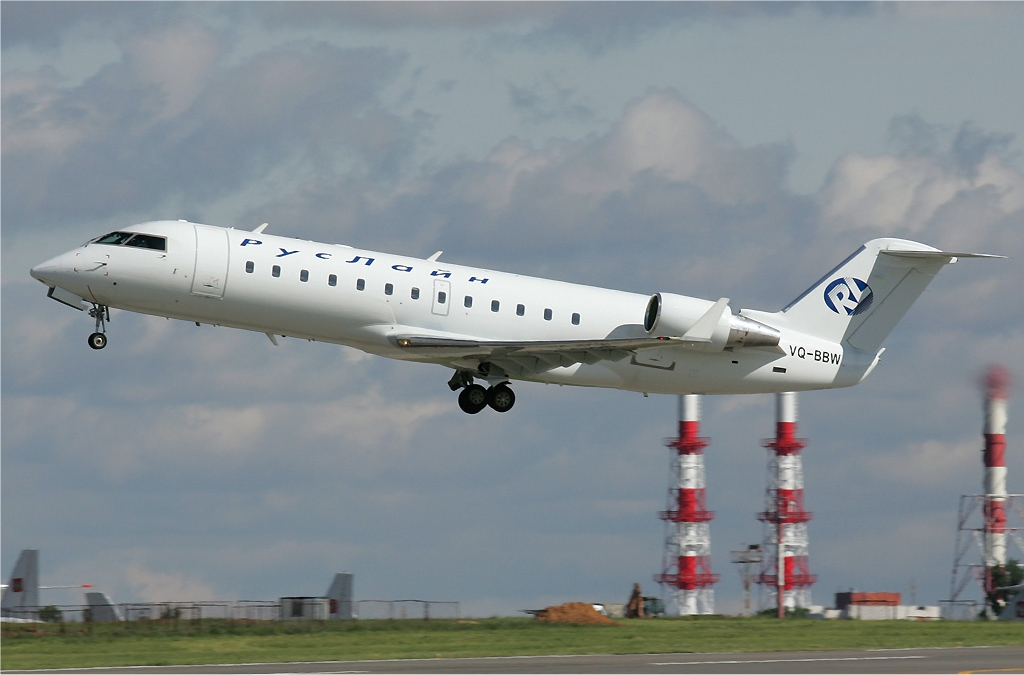
CRJ-200 nella livrea storica della RusLine.

La compagnia aerea dispone attualmente dei seguenti aerei:
Corto raggio
- 5 Canadair CRJ-100
- 11 Canadair CRJ-200
- 4 Embraer EMB 120 - 1 in leasing dalla russa Region-Avia][2])
- 3 Tupolev Tu-134A/A-3 (VIP)

Medio raggio
- 2 Airbus A319

## Ordinazioni
- 7 Canadair CRJ-200[3]

## Flotta storica
Aerei
- Yakovlev Yak-40K
- Yakovlev Yak-40D
- Yakovlev Yak-42D

Elicotteri
- Mil Mi-2

## Accordi commerciali
- IrAero (Irkutsk)
- Kirov Air Enterprise (Kirov)
- Volga-Aviaexpress (Volgograd)

## Incidenti
Il 20 giugno 2011 il volo RusAir 243 che operava per conto della RusLine si schiantò in fase di atterraggio, uccidendo 44 delle 52 persone presenti a bordo.